# Надпруття
Надпруття — етнічні українські землі, що розташовані у межах  кількох теперішніх областей Західної України ( Чернівецької, Івано-Франківської, Хмельницької, Закарпатської), Західної Молдови та Північно-східної Румунії у басейні річки Пруту. Часом до Надпруття зараховують землі найнижчої частину басейну, хоча то уже радше Буджак.
На заході Надпруття межує з Мармарощиною.